# Futabasaurus (dinosaurio)
"Futabasaurus" es un nombre informal para un género extinto de un dinosaurio terópodo del Cretácico Superior de Japón, conocido sólo de una tibia parcial descubierta en rocas de la edad del Coniaciense en la formación Ashizawa del Grupo Futaba. El nombre fue acuñado por David Lambert en 1990 como una traducción para el mote japonés "Futaba-ryu", dado a un terópodo sin describir. Dong Zhiming et al. brevemente discutieron está tibia fósil en el que está basado en ese mismo año, publicando una fotografía. Ellos consideraron que el hueso pertenecía a un tiranosáurido indeterminado. Si el espécimen es finalmmente descrito y nombrado, este requerirá un nombre diferente, porque el nombre Futabasaurus ya ha sido usado para un género de plesiosaurio.